# 무안군 (1988년 선거구)
무안군은 대한민국의 옛 국회의원 선거구이다. 당시 전라남도 무안군 지역을 관할했다.

## 역사
제13대 국회의원 선거를 앞두고 목포시·무안군·신안군 선거구에서 분리되면서 신설되었다.
제16대 국회의원 선거를 앞두고 신안군과 함께 무안군·신안군 선거구를 이루게 됨에 따라 폐지되었다.

## 역대 국회의원
| 선거   | 정당 | 정당           | 의원   |
| ------ | ---- | -------------- | ------ |
| 1988년 |      | 평화민주당     | 박석무 |
| 1992년 |      | 민주당         | 박석무 |
| 1996년 |      | 새정치국민회의 | 배종무 |

## 역대 선거 결과

### 대한민국 제13대 국회의원 선거
|  | 72.34% |

|  | 23.13% |

|  | 2.86% |

|  | 1.65% |

### 대한민국 제14대 국회의원 선거
|  | 60.23% |

|  | 30.24% |

|  | 9.52% |

### 대한민국 제15대 국회의원 선거
|  | 71.47% |

|  | 24.15% |

|  | 3.02% |

|  | 1.33% |